# Wilgenroosjeswortelmot
De wilgenroosjeswortelmot (Mompha idaei) is een vlinder uit de familie wilgenroosjesmotten (Momphidae). De wetenschappelijke naam is voor het eerst geldig gepubliceerd in 1839 door Zeller.
De soort komt voor in Europa.